# 白胸翡翠
白胸翡翠（学名：Halcyon smyrnensis）又名白胸翡翠，也叫白喉翡翠，廣泛分布於亞洲，從西奈半島向東延伸至印度次大陸、中國及印尼。這種翠鳥在大部分的分布區域內都是留鳥，儘管某些族群可能會進行短距離的移動。牠們經常出現在遠離水源的地方，捕食各種獵物，包括小型爬行動物、兩棲動物、螃蟹、小型囓齒類動物，甚至是鳥類。繁殖季節時，牠們會在早晨從顯眼的棲地（如城市區域的建築物頂端或電線上）大聲鳴叫。

## 分類
蒼翡翠是許多由瑞典自然學家卡爾·林奈於1758年在他的《自然系統》自然系統第十版中首次正式描述的鳥類之一。他創建了二名法Alcedo smyrnensis。林奈引用了埃萊阿扎·阿爾賓在1738年出版的《鳥類自然史》Natural History of Birds，其中包括對「斯米爾納翠鳥」的描述和插圖。阿爾賓的標本被保存在酒精中，並由植物學家威廉·謝拉德收集，後者在1703年至1716年間擔任英國駐士麥那領事。當前的屬名Halcyon由英國自然學家兼藝術家威廉·斯溫森於1821年引入。Halcyon是希臘神話中通常與翠鳥相關的一種鳥的名稱。種小名smyrnensis是士麥那（現今土耳其的伊茲密爾）的形容詞。
目前共確認了五個亞種：
- H. s. smyrnensis （林奈, 1758） – 南土耳其至東北埃及，伊拉克至西北印度
- H. s. fusca （博達爾特, 1783） – 西印度和斯里蘭卡
- H. s. perpulchra （馬達拉斯, 1904） – 不丹至東印度，印度支那，馬來半島和西爪哇
- H. s. saturatior （休姆, 1874） – 安達曼群島
- H. s. fokiensis （Laubmann & Götz, 1926） – 中國南部和東部，台灣和海南島

菲律賓的褐胸翡翠（H. gularis）通常現在被認為是單獨的物種。2017年發表的一項分子研究支持了這一觀點，研究發現H. s. gularis與爪哇翠鳥（H. cyanoventris）的親緣關係比與蒼翡翠更為接近。IUCN紅色名錄和國際鳥盟於2014年將牠們拆分為獨立物種，世界鳥類學家聯合會於2022年也採取了相同的做法。亞種H. s. perpulchra和H. s. fokiensis有時會被歸入H. s. fusca。
當地名稱包括俾路支: aspi chidok; 信德: dalel; 印地語: kilkila, kourilla; 喜馬偕爾邦: neela machhrala; 旁遮普語: wadda machhera; 孟加拉語: sandabuk machhranga; 阿薩姆語: māsorokā, মাছৰোকা; 卡查爾語: dao natu gophu; 古吉拉特語: kalkaliyo, safedchati kalkaliyo; 馬拉地語: khundya; 泰米爾語: vichuli; 泰盧固語: lakmuka, buchegadu; 馬拉雅拉姆語: ponman; 卡納達語: Minchulli（ಮಿಂಚುಳ್ಳಿ）, rajamatsi; 僧伽羅語: pilihuduwa.

## 描述

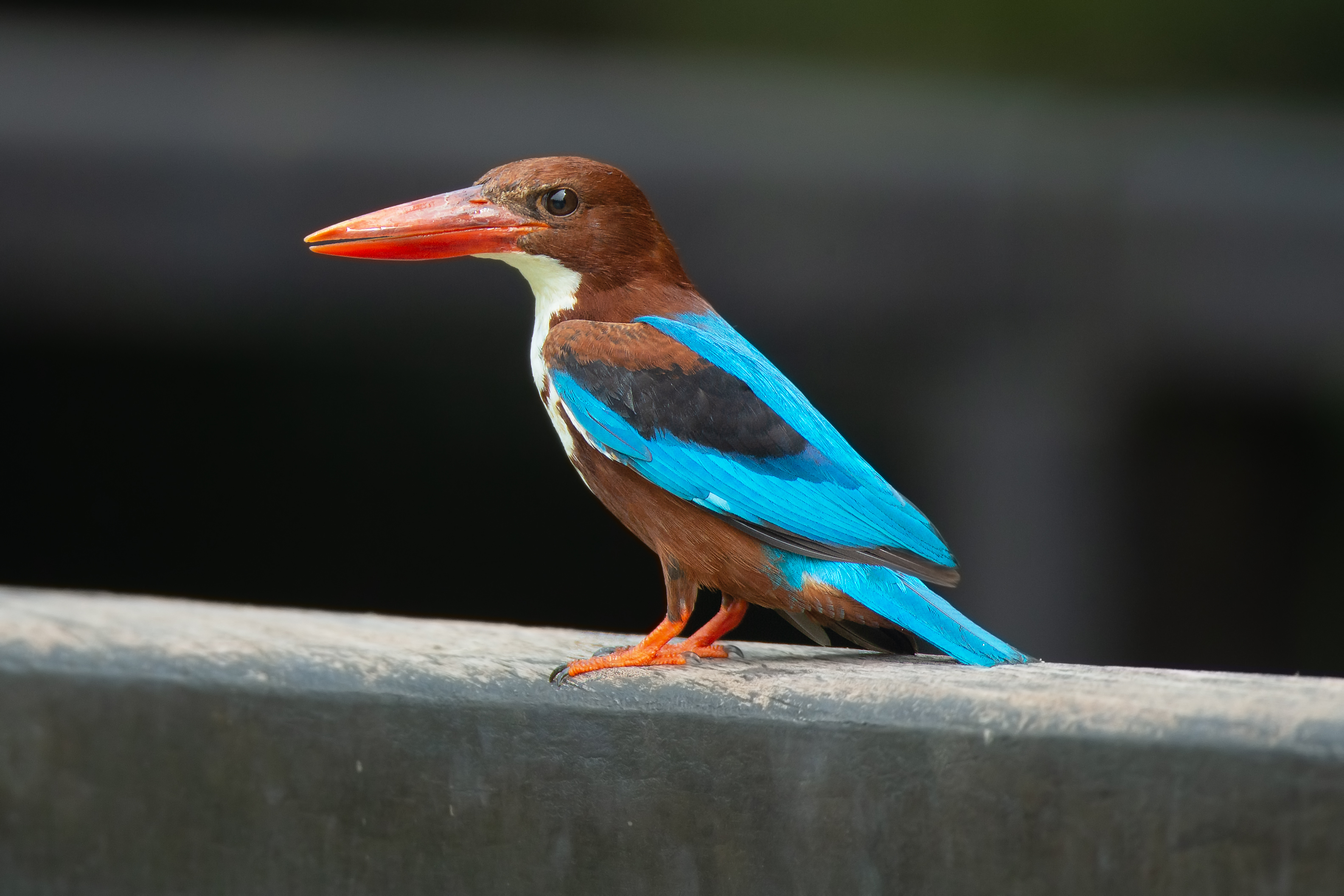
於 新加坡植物園

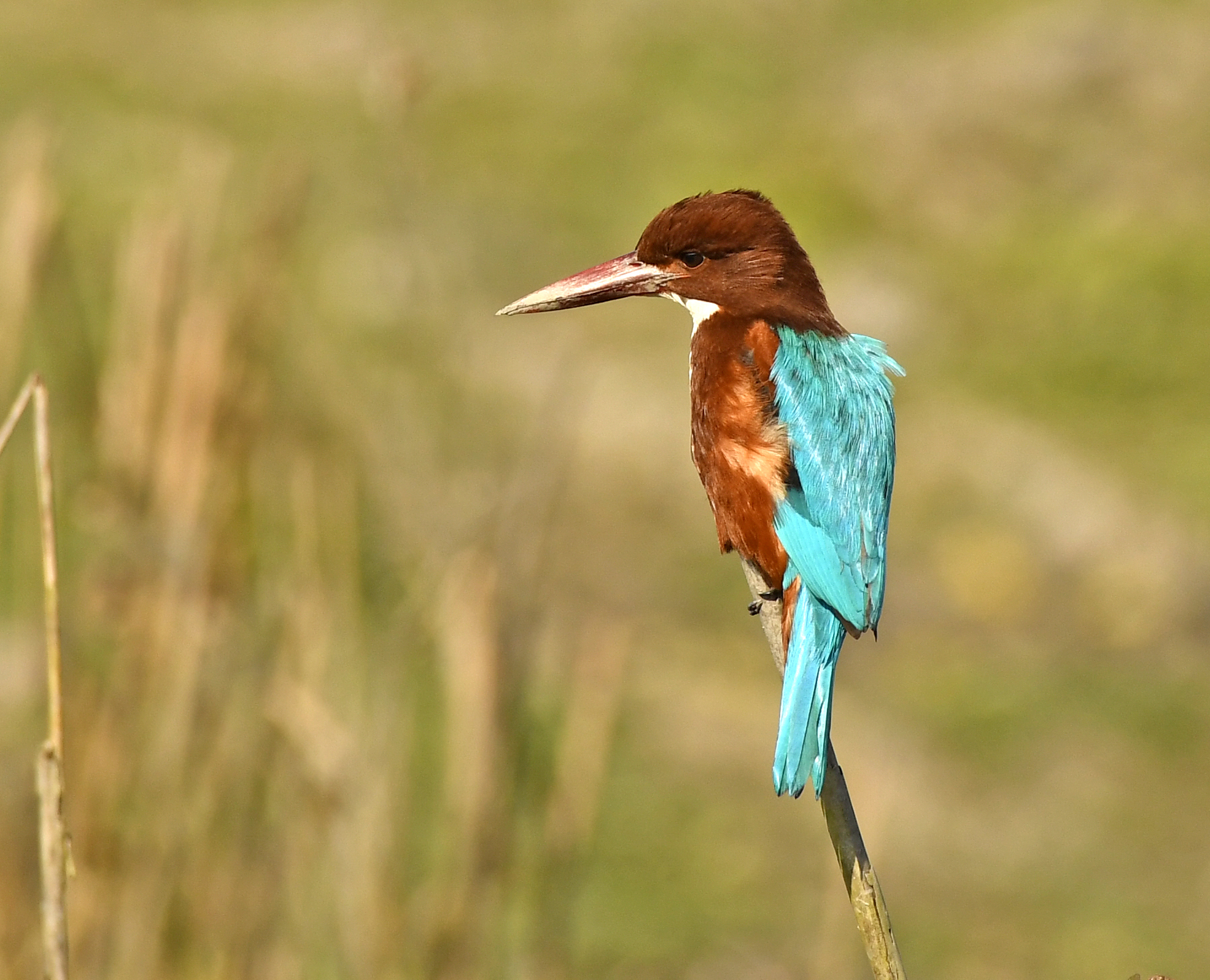
卡齊蘭加國家公園，阿薩姆邦

這是一種大型翠鳥，長27—28 cm（10.6—11.0英寸）。成鳥有明亮的藍色背部、翅膀和尾巴。牠的頭部、肩部、兩側和下腹部為栗色，喉部和胸部為白色。大喙和腿部鮮紅。蒼翡翠的飛行快速且直接，短圓的翅膀會發出嗡嗡聲。飛行時，藍色和黑色翅膀上的大白斑可見。雌雄相似，但幼鳥的顏色較成鳥暗淡。
此物種與爪哇翠鳥（Halcyon cyanoventris）構成一個超種，大多數主要著作認可四個地理亞種。牠們的大小、背部藍色的色調以連續變化的形式存在，其中smyrnensis和fusca的藍色更偏綠，而saturatior的藍色則更接近藍色或紫色。菲律賓的H. s. gularis只有頸部和喉部是白色的，有時被視為獨立物種，名為H. gularis.。亞種fusca分布於印度半島和斯里蘭卡，體型略小，顏色更偏藍，下體顏色比指名亞種更深。亞種saturatior分布於安達曼群島，體型更大，下體顏色更深。亞種perpulchra（不一般被認可）分布於東北印度，比fusca小，下體顏色較淺。偶爾也有發現白化現象。

## 分布與棲地
蒼翡翠在多種棲地中是一種常見的物種，主要分布在平原的開闊地區（但在喜馬拉雅山區也曾見於海拔7500英尺的地方），這些地區有樹木、電線或其他棲息物。該物種的分布範圍正在擴大。
這種翠鳥分布廣泛，族群並未受到威脅。在蘇達班紅樹林中，平均密度為每平方公里4.58隻。

## 行為與生態

### 繁殖

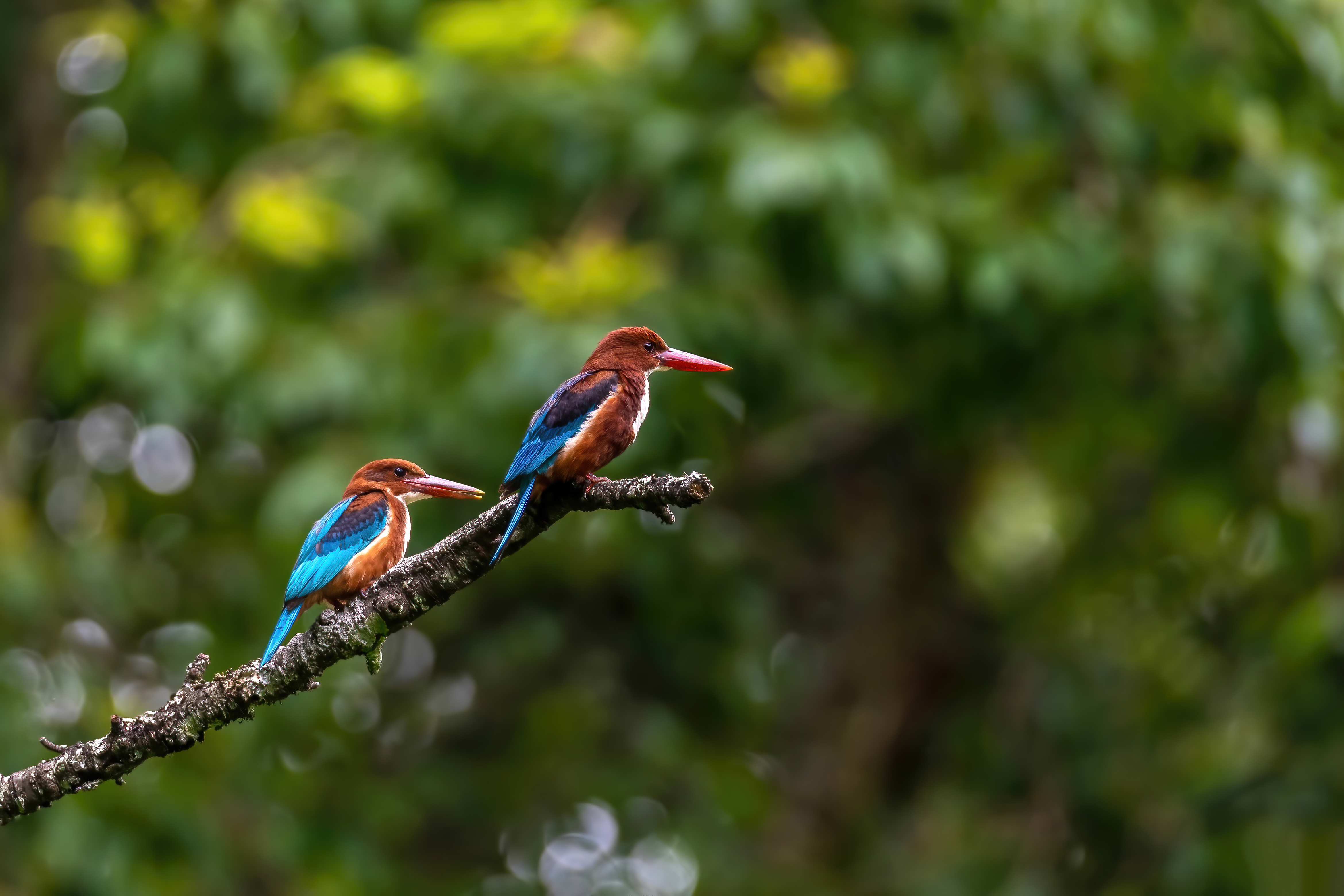
一對蒼翡翠

蒼翡翠在季風季節開始時進入繁殖期。雄鳥在領地內的高處顯眼地棲息，並在清晨鳴聲。此時，尾巴可能會擺動，在求偶展示中，翅膀會僵硬地打開一兩秒鐘，露出白色的翼鏡。牠們還會高高地抬起喙，展示白色的喉部和前胸。雌鳥在表示邀請時，會快速且持續發出kit-kit-kit...的叫聲。巢是一條在土坡中的隧道（長度為50厘米，但也有長達3英尺的隧道的記錄）。築巢開始時，兩隻鳥會飛到合適的泥牆上，直到形成一個凹痕，牠們可以在那裡找到棲息點。隨後牠們會棲息並繼續用喙挖掘巢穴。在乾草堆中築巢的情況也有記錄。通常一次產卵4至7顆圓形白色的蛋。蛋需要20至22天孵化，而雛鳥在19天內羽翼豐滿。

### 覓食與飲食
蒼翡翠顯眼地棲息在領地內的電線或其他暴露的棲息物上，是南亞地區的常見景象。這種翠鳥主要獵食大型甲殼類動物、昆蟲、蚯蚓、囓齒類動物、蜥蜴、蛇、魚和青蛙。也有報告顯示牠們會捕食小型鳥類，如灰腹繡眼鳥、肉垂麥雞的幼鳥、麻雀和文鳥。幼鳥主要以無脊椎動物為食。在圈養環境中，有觀察指出牠們很少飲水，雖然經常洗澡。  

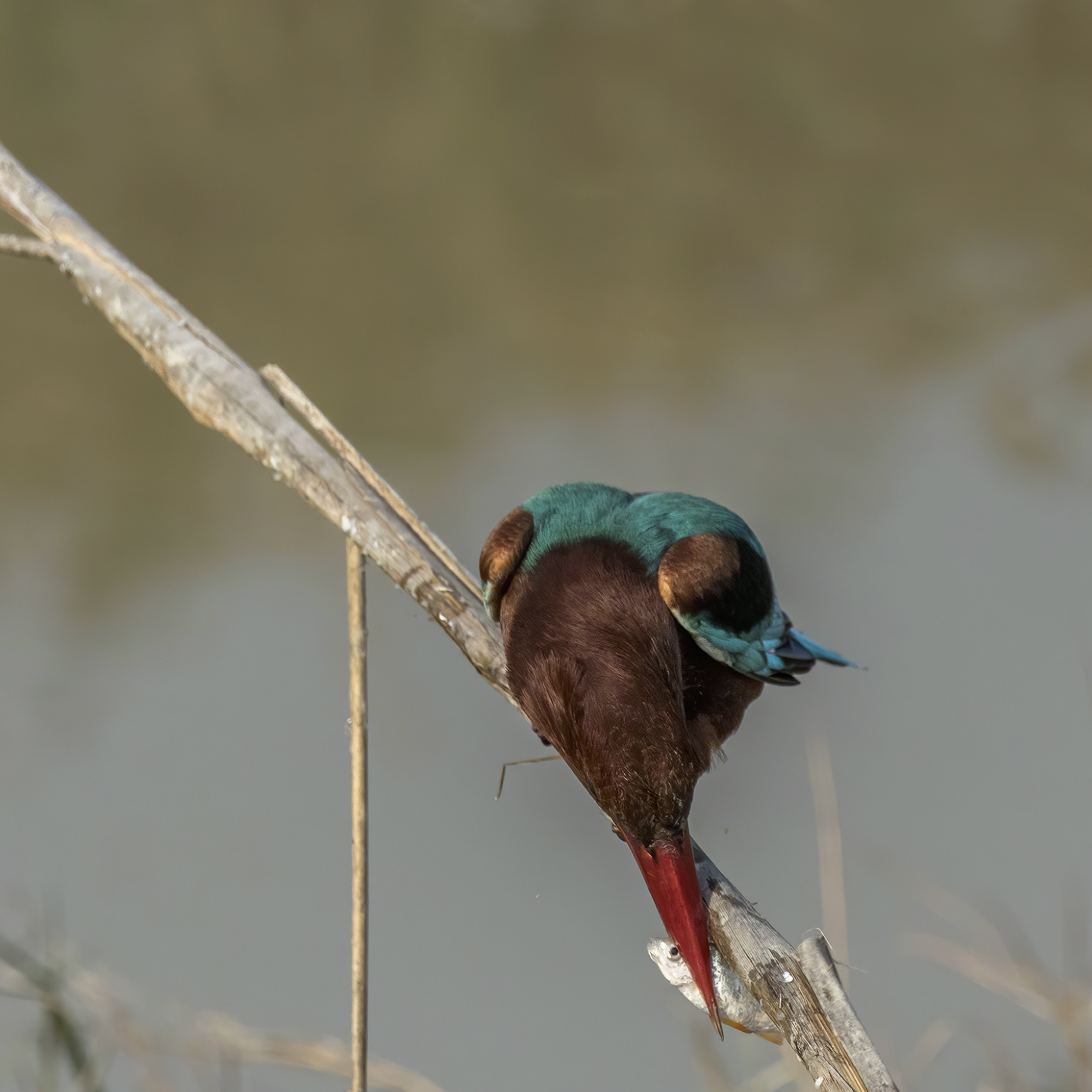
折斷魚的脊椎
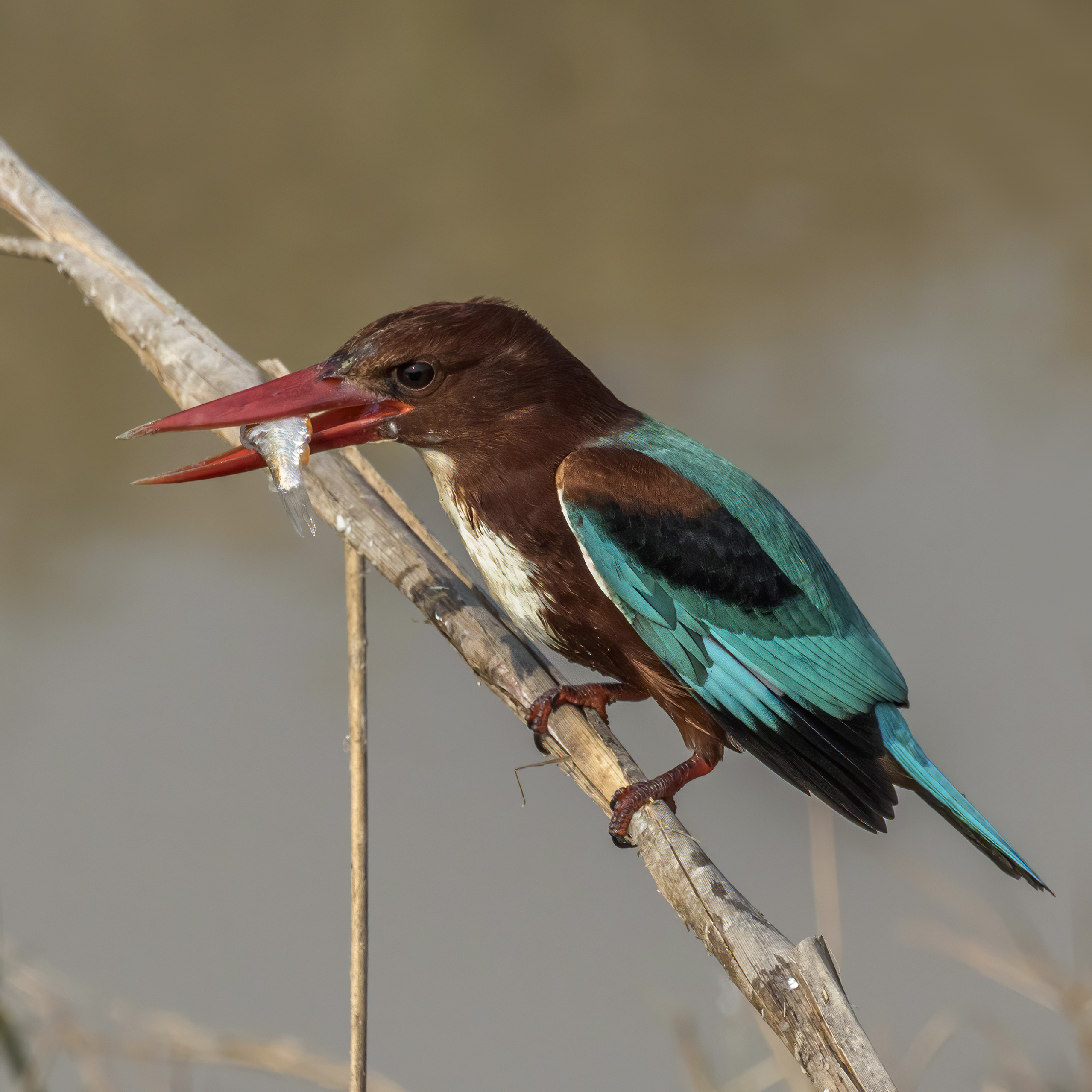
調整在喙中的位置
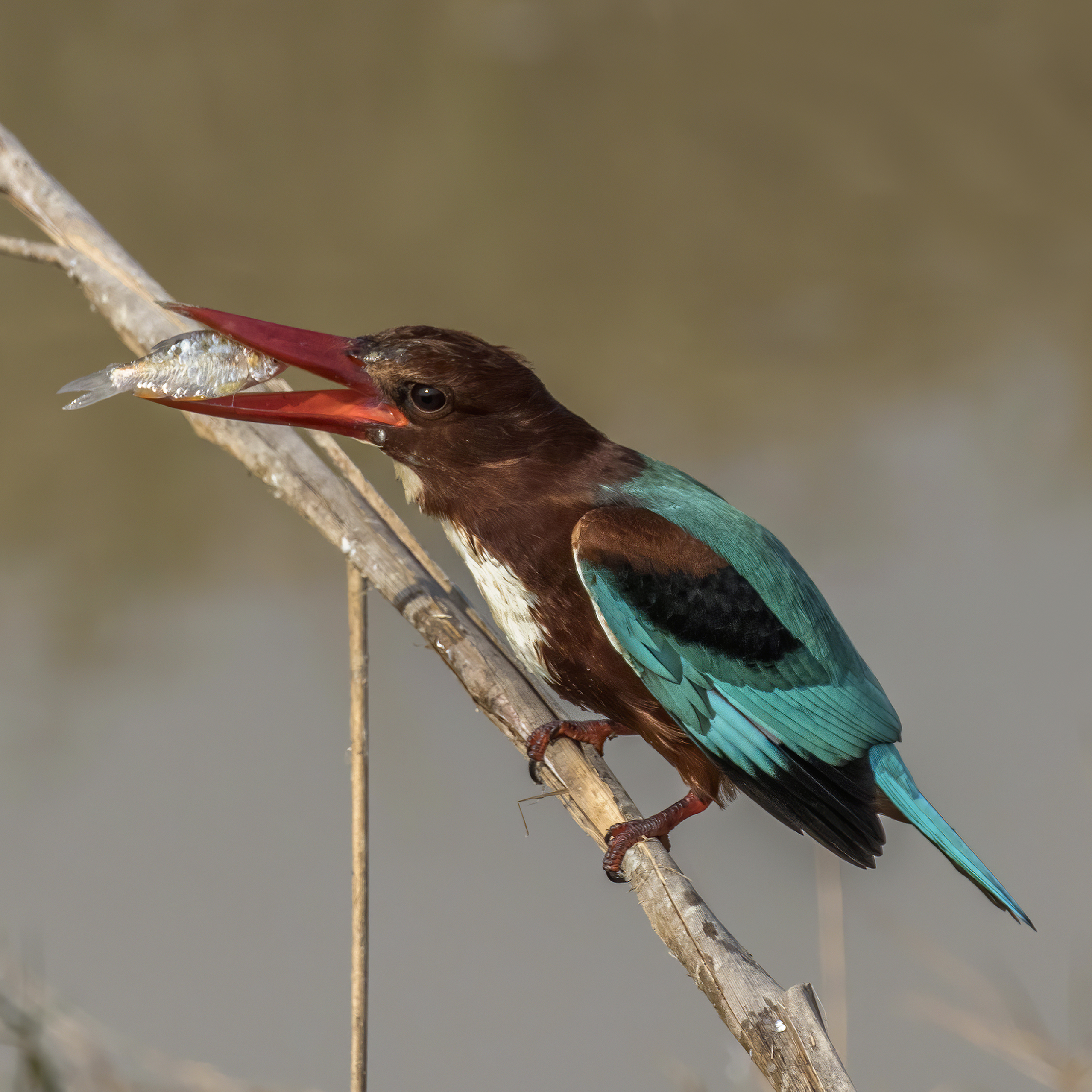
輕放並移動 90 度
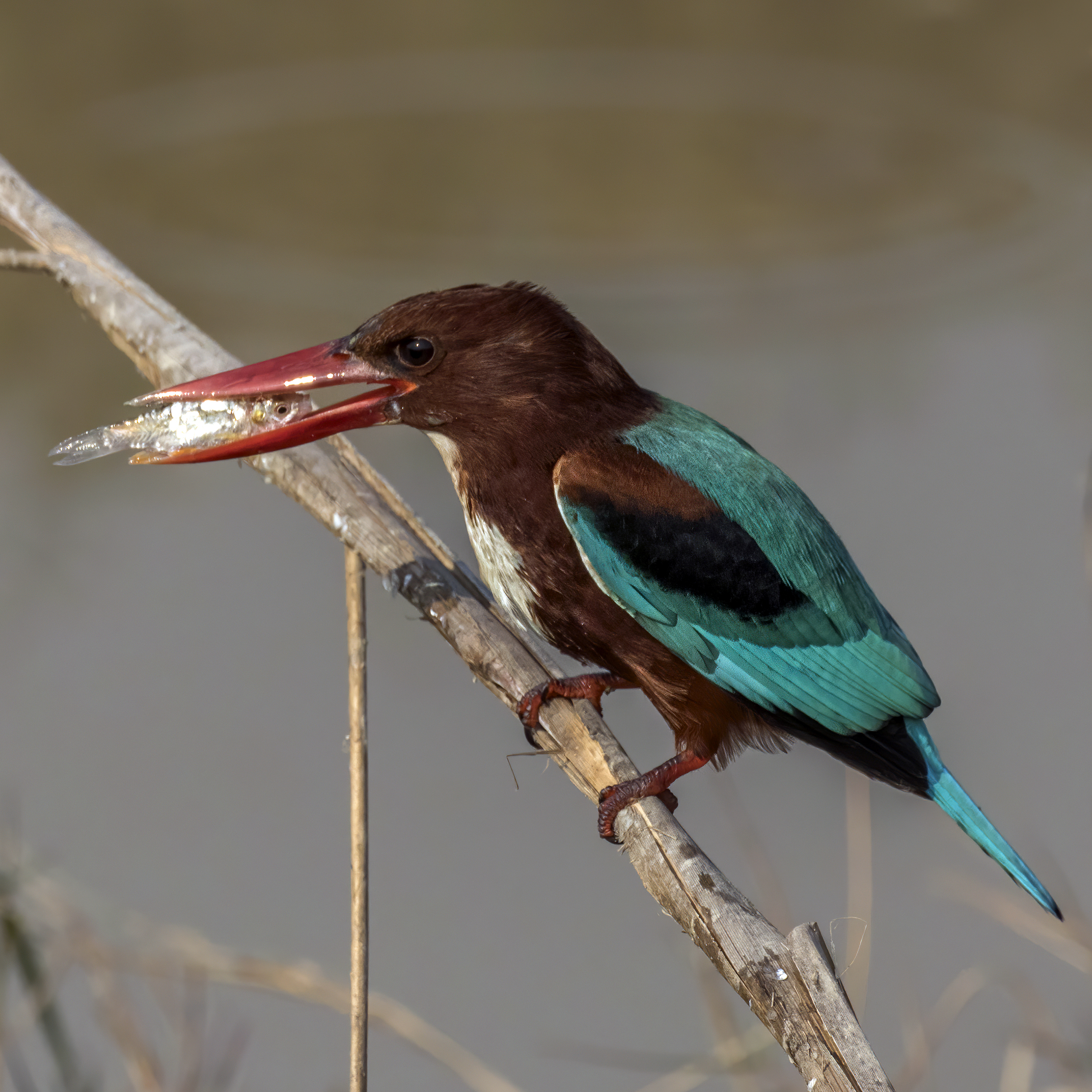
從頭部開始吞下

### 遷徙
有時候，鳥類會被夜間的燈光吸引，尤其是在季風季節，這表明牠們可能是部分遷徙性的。

### 死亡率
這些翠鳥擁有強壯的喙和快速的飛行速度，當牠們健康時，鮮有天敵，僅有的黑鳶和叢鴉掠食案例可能是針對病弱或受傷的鳥類。曾有一隻鳥被發現死在樹上，喙嵌入木中，這被認為是在快速追捕獵物時發生的意外，可能是追逐灰腹繡眼鳥。還有一些寄生蟲被記錄過。
19世紀時，這些鳥類曾因其鮮豔的羽毛而被獵殺，用來裝飾帽子。牠是西孟加拉邦的邦鳥。